# John Scopes
John Thomas Scopes (Paducah, 3 agosto 1900 – Shreveport, 21 ottobre 1970) è stato un insegnante statunitense.

## Biografia
All'età di 24 anni, il 25 maggio 1925, fu accusato e processato per la violazione della legge del Tennessee, detta Butler, che proibiva l'insegnamento della teoria dell'evoluzione nelle scuole nello Stato. Il fatto contestato era avvenuto mentre era docente supplente di biologia, avendo egli in realtà un incarico da allenatore di football americano.
Nello storico processo chiamato Scopes Monkey Trial (cioè "processo della scimmia di Scopes"), fu difeso da Clarence Darrow e altri dell'American Civil Liberties Union (ACLU) ed accusato da William Jennings Bryan, già tre volte candidato alla presidenza degli Stati Uniti (1896, 1900, 1908) ed ex segretario di Stato sotto la presidenza di Thomas Woodrow Wilson. Il verdetto finale fu di colpevolezza e John Scopes fu multato di 100 dollari, sentenza che fu poi rivista e annullata per un vizio di forma. Dopo il processo, Scopes lavorò prevalentemente nell'industria del petrolio nel suo paese e in Venezuela, senza più impieghi come insegnante.